# Emiruşağı, Tomarza
Emiruşağı là một xã thuộc huyện Tomarza, tỉnh Kayseri, Thổ Nhĩ Kỳ. Dân số thời điểm năm 2008 là 1.329 người.